# Revenge (Fernsehserie)
Revenge (englisch für „Rache“) ist eine US-amerikanische Dramaserie, die zwischen dem 21. September 2011 und dem 10. Mai 2015 auf ABC ausgestrahlt wurde. Von den Machern wird die Serie als Mischung aus Brothers & Sisters und Pretty Little Liars beschrieben.

## Handlung
Emily Thorne erscheint im Sommer in den Hamptons und mietet sich ein Strandhaus in unmittelbarer Nähe des Grayson-Anwesens. In Wirklichkeit handelt es sich bei Emily um Amanda Clarke. Ihr Vater, David Clarke, wurde für ein Verbrechen zu lebenslanger Haft verurteilt, das er nicht begangen hatte (Geldwäsche für eine terroristische Gruppierung). Damals war Amanda noch ein Kind. Durch die Haftstrafe wurden die beiden getrennt, und ihr Vater starb angeblich durch ein Attentat im Gefängnis.
Als Erwachsene möchte sich Amanda alias Emily nun an allen Personen rächen, die in die Verschwörung rund um ihren Vater involviert waren. Ihr Hauptziel ist Victoria Grayson, Matriarchin der Grayson-Familie, die damals eine Liebesbeziehung zu ihrem Vater hatte. Die Serie fokussiert überwiegend auf Emilys/Amandas Pläne, die Schuldigen zu Fall zu bringen. Im Laufe der Zeit führen diverse neue Informationen über die Vergangenheit ihres Vaters immer wieder dazu, dass Emily/Amanda ihre Vorhaben überarbeiten oder verwerfen muss. Eine wichtige Rolle spielt hierbei auch eine Kiste, die ihr bester Freund Nolan Ross ihr überreicht und die wichtige Unterlagen wie die Gefängnistagebücher ihres Vaters enthält.

### Staffel 1
Emily Thorne und Daniel Grayson feiern ihre Verlobungsparty. Wenig später wird jemand ermordet am Strand aufgefunden.
Fünf Monate zuvor: Emily Thorne bezieht ein Strandhaus  in direkter Nachbarschaft der Graysons. Sie freundet sich schnell mit den neuen Nachbarn an und fügt sich scheinbar harmonisch in die Nachbarschaft ein. Niemand ahnt, dass Emily schon früher als junges Mädchen in der Nachbarschaft gewohnt hat, allerdings unter ihrem richtigen Namen Amanda Clarke. Damals wurde ihrem Vater unter Federführung der Graysons ein Verbrechen angehängt, für das er zu einer lebenslangen Haftstrafe verurteilt wurde. Ohne Eltern musste Emily in verschiedenen Anstalten aufwachsen und wurde mit 18 Jahren aus einer Jugendstrafanstalt entlassen. Vor der Anstalt wird sie von Nolan Ross, einem Freund ihres Vaters, der dank diesem zu Reichtum gekommen war, empfangen. Nolan konfrontiert sie, neben ihrem Anteil am Vermögen, mit der Wahrheit über ihren Vater, der wenige Wochen zuvor bei einem Gefängnisaufstand getötet worden war. Nach Phasen der Rebellion und Selbstfindung entscheidet sich Emily, den Weg der Rache zu gehen, wo die erste Episode ansetzt.
Zuerst sucht sie die ehemalige Sekretärin ihres Vaters, Lydia Davis auf. Lydia hatte David im Zeugenstand belastet und derzeit eine Affäre mit Conrad Grayson, dem Mann ihrer besten Freundin Victoria. Emily deckt die geheime Liebschaft zwischen Lydia und Conrad auf, woraufhin Lydia von Victoria aus den Hamptons vertrieben wird. Emily nutzt ihre Freundin Ashley Davenport für ihre Intrigen und lernt durch sie Victorias Sohn Daniel kennen. Sie trifft auch auf ihren Jugendfreund Jack Porter, der sein Boot nach Amanda benannt hat. Emily beginnt eine Beziehung mit Daniel, sehr zu Victorias Missfallen. Durch Spionage und weitere Intrigen ruiniert sie nach und nach das Leben weiterer Beteiligter. In einem ersten Höhepunkt brennt das Haus des  Schriftstellers Treadwell nieder, der aus der Geschichte David Clarkes Profit schlug. Emily treibt Conrad und Victoria immer stärker in die Enge, wodurch schließlich enthüllt wird, das Conrad David Clarke auf Geheiß einer Geheimorganisation namens Americorn Initiative beseitigen ließ, um nicht selbst ins Gefängnis zu gehen. Die erste Staffel endet damit, dass sich Emily und Nolan ein Überwachungsvideo der Graysons ansehen. Dieses Video würde nicht nur eine hohe Belastung für die Graysons darstellen, die beiden schließen darüber hinaus aus dem Video, dass Emilys Mutter noch am Leben ist.

### Staffel 2
Im Staffelauftakt wird ein Zeitsprung in die Zukunft gezeigt, in der Jacks Boot „Amanda“ gesunken auf dem Meeresgrund zu sehen ist. Im Boot liegt eine Leiche. Man erfährt nähere Details über Emilys psychisch kranke Mutter und die Umstände, die zur Trennung zwischen den beiden führten. Emily befasst sich, nachdem sie mit Nolan in die Hamptons zurückkehrt, mehr und mehr mit dem Fall ihrer Mutter und den Umständen, unter denen sie damals in eine psychiatrische Klinik eingeliefert wurde. Daniel Grayson steht in der Firma weiterhin an der Seite seines Vaters, beginnt wieder zu trinken und hat sich außerdem nun der scheinbar schüchternen Ashley zugewandt. Auch Jack lässt sich ziemlich gehen, weshalb die von ihm schwangere Amanda und sein Bruder Declan sich vernachlässigt fühlen und sich große Sorgen um ihn machen.
Declan kommt auf die schiefe Bahn und begeht Einbrüche mit einem angeblichen Freund. Doch dieser hinterlässt Declans Personalausweis im Haus, und so kommt die Polizei auf Declans Spur. Da Declan und Jack das Geld nicht aufbringen können, um den Schaden zu ersetzen, wird der Hauseigentümer Teilhaber der Bar. Schnell spannt er auch seinen Bruder ein, und sie schmuggeln über den Warentransport Drogen in die Bar. Mit Hilfe von Charlotte findet Declan das Geheimnis heraus, und Jack setzt einen alten Freund, der bei der Polizei arbeitet, darauf an. Doch die Drogen konnten noch rechtzeitig auf dem Boot versteckt werden, wo sie zusammen mit einer Pistole gefunden werden. Jack muss ins Gefängnis. Mit der gefundenen Waffe wurde einst der Vater der beiden Brüder erschossen. Der Mörder war ein alter Freund von Carl Porter, dem Vater von Jack und Declan. Die Brüder glauben aber, dass Carl ihren Vater umgebracht hätte und sind auf Rache aus.
Währenddessen übernimmt Daniel die Führung der Firma und löst somit Conrad von seinem Posten ab. Dies schafft er nicht zuletzt durch die Hilfe von Aiden, der Daniel die Informationen gibt, dass Nolans Firma nur durch das Geld der Firma seines Vaters zustande gekommen ist. Schließlich wird Nolans Firma ein Tochterunternehmen. Durch ein Video, in dem Ashley Sex mit Conrad hat, und Aidens Einmischungen kommt es zur Trennung von Daniel und Ashley. Währenddessen kommen sich Aiden und Emily näher und werden ein Paar. Rückblickend wird klar, dass die beiden schon einmal eine Liebesbeziehung hatten. Damit Daniel Emily wieder näher kommt, täuschen Aiden und Emily ihre Trennung vor, nicht zuletzt, weil Victoria Emily auf Daniel angesetzt hat. Emily und Daniel kommen sich wieder näher.

### Staffel 3
Alle kehren in die Hamptons zurück, und Emily und Daniel planen ihre Hochzeit. Victoria ist verschwunden, plant ihre Rache an Emily und bekommt dabei unerwartet Hilfe von Aiden. Emily holt Nolan aus dem Gefängnis ab und trifft erstmals wieder auf Jack, der jetzt von ihrer wahren Identität weiß. Nach einem Kuss sagt Jack ihr, dass er keine Gefühle für sie habe und sie nach dem Sommer verschwinden und nie wiederkommen solle. In einem Blick in die Zukunft sehen wir Emily in einem Hochzeitskleid, wie sie angeschossen wird. Conrad erfährt, dass er eine ernste Krankheit hat und möchte sein Leben ändern. Er bekommt Hilfe von Charlotte, die aber erfährt, dass er von der Bombe wusste, die Declan tötete. Victoria stellt ihrer Familie ihren verschwundenen Sohn Patrick vor. Emily spannt Pater Paul ein, um Conrad zu einem Geständnis zu bringen, der jedoch bei einem Autounfall ums Leben kommt. Daraufhin erfährt Conrad, dass er gar nicht krank ist.
Nolan und Patrick fangen eine heimliche Beziehung an. Emily warnt Nolan vor Patrick und teilt ihm ihren Plan mit. Sie möchte sich selbst opfern, um danach Victoria alles anzuhängen. Inzwischen kommen sich Jack und Margeaux näher. Für den Versuch, Emily und Daniel auseinanderzubringen, veranstaltet Victoria eine Party, zu der sie auch Daniels Ex-Freundin Sara einlädt. Es stellt sich heraus, dass Daniel noch Gefühle für Sara hat, die er jedoch zurückstellt, als Emily ihm offenbart, dass sie schwanger sei. Lydia zeigt Victoria ein Foto von Emily als Kellnerin. 
Nach der Hochzeit konfrontiert Victoria Emily mit dem Bild und erzwingt das Geständnis, dass sie Daniel nur benutzt hat. Daraufhin schafft es Aiden, Victoria abzulenken und wegzubringen. Jedoch hat Daniel das Gespräch der beiden mitgehört und schießt zornig auf Emily. Sie wird ins Krankenhaus eingeliefert und erinnert sich zunächst nicht an die Tat, doch langsam kehren die Erinnerungen zurück. Sie hat vor, ihre Rachepläne aufzugeben, ändert jedoch ihre Meinung, als sie erfährt, dass sie durch die Schussverletzung keine Kinder mehr bekommen kann. Um weiterhin mit den Graysons in Verbindung zu bleiben, behauptet sie, dass Lydia auf sie geschossen habe. Zudem plagen Emily seit dem Unfall Blackouts und sie tut Dinge, an die sie sich anschließend nicht mehr erinnern kann. 
Conrads Ex-Frau Stevie Grayson taucht auf, die Jack enthüllt, dass sie seine Mutter ist. Daniel lässt Aiden und Emily überwachen. Er erhält ein Foto, auf dem sie sich küssen, woraufhin er die Scheidung verlangt. Margeauxs Vater Pascal LeMarchal taucht auf, und Conrad bringt ihn dazu, mit ihm Geschäfte zu machen. Emily möchte Pascal als Verbündeten, jedoch schwört er Victoria ewige Treue, da beide in der Vergangenheit ein Verhältnis hatten. Aiden sucht Oscar Chapman auf und erfährt, dass sein Vater von Pascal verraten und ermordet wurde. Was Pascal dazu bringt, Oscar zu töten, bevor er eine Aussage machen kann. Nachdem Pascal Victoria einen Heiratsantrag macht, entführen Aiden und Emily ihn und geben sich als Agenten der Homeland Security, aus um Pascal zu einem Geständnis zu zwingen. Conrad wird gewarnt und tötet Pascal, lässt es jedoch wie einen Unfall aussehen.
Aiden und Emily entführen Charlotte, um Victoria zu einem Geständnis zu zwingen. Charlotte konfrontiert Conrad mit allem, was sie über ihn weiß und lässt ihn verhaften. Daniel wird für den Tod eines Mädchens verantwortlich gemacht und Charlotte lässt Jack verhaften, da sie glaubt, er sei für ihre Entführung verantwortlich. Victoria stellt Aiden eine Falle und tötet ihn. Daraufhin rächt sich Emily und lässt Victoria in eine psychiatrische Anstalt einweisen. Conrad kommt aus dem Gefängnis frei und wird von dem totgeglaubten David Clarke erstochen.

## Produktion
Im Februar 2011 bestellte ABC die Pilotfolge. Am 8. März 2011 wurde Emily VanCamp für die Hauptrolle der Emily Thorne gecastet. Am selben Tag wurde auch Ashley Madekwe für die Rolle der Ashley Davenport verpflichtet. Einen Tag später erhielten Connor Paolo und Gabriel Mann die Rollen des Declan Porter bzw. des Nolan Ross. Am 15. März 2011 wurde die Nachwuchsschauspielerin Christa B. Allen für die Serie als Charlotte Grayson verpflichtet. Zum Schluss wurden Madeleine Stowe und Henry Czerny für die Rollen des Ehepaares Victoria  und Conrad Grayson gecastet.
Am 30. Juni 2011 wurde Marc Blucas in der Rolle als Emilys Vater durch James Tupper ersetzt. Für weitere Nebenrollen wurden Max Martini und Robbie Amell als Frank Stevens und Adam gecastet. Im August 2011 wurde Ashton Holmes für die Rolle eines Collegefreundes von Daniel Grayson verpflichtet.
Für die erste Staffel wurden zunächst 13 Folgen geordert. Am 13. Oktober 2011 bestellte ABC 9 weitere Folgen, sodass die erste Staffel auf insgesamt 22 Episoden kommt. Am 10. Mai 2012 gab ABC die Produktion einer zweiten Staffel bekannt, die ab dem 30. September den Sendeplatz von Desperate Housewives am Sonntagabend erhielt. Im Mai 2013 verlängerte ABC die Serie um eine dritte Staffel. Ashley Madekwe und Connor Paolo stiegen nach der zweiten Staffel aus der Serie aus.
Ende April 2015 wurde die Serie nach der vierten Staffel eingestellt.

## Besetzung und Synchronisation
Die Synchronisation der Serie wurde bei der Hermes Synchron nach Dialogbüchern von Nadine Geist (Staffel 1–2) und Susanne Boetius (Staffel 3–4) unter der Dialogregie von Cornelia Meinhardt erstellt. 

### Hauptbesetzung
| Rollenname                   | Schauspieler/in  | Hauptrolle | Nebenrolle            | Synchronsprecher/in |
| ---------------------------- | ---------------- | ---------- | --------------------- | ------------------- |
| Victoria Grayson             | Madeleine Stowe  | 1.01–4.23  |                       | Elisabeth Günther   |
| Emily Thorne (Amanda Clarke) | Emily VanCamp    | 1.01–4.23  |                       | Magdalena Turba     |
| Nolan Ross                   | Gabriel Mann     | 1.01–4.23  |                       | Tim Knauer          |
| Conrad Grayson               | Henry Czerny     | 1.01–3.22  | 4.10                  | Thomas Nero Wolff   |
| Ashley Davenport             | Ashley Madekwe   | 1.01–2.22  | 3.01                  | Ann Vielhaben       |
| Jack Porter                  | Nick Wechsler    | 1.01–4.23  |                       | Alexander Doering   |
| Daniel Grayson               | Joshua Bowman    | 1.01–4.10  | 4.11                  | Ozan Ünal           |
| Charlotte Grayson            | Christa B. Allen | 1.01–4.06  | 4.22–4.23             | Anne Helm           |
| Declan Porter                | Connor Paolo     | 1.01–2.22  |                       | Dirk Stollberg      |
| Aiden Mathis                 | Barry Sloane     | 2.14–3.22  | 2.01–2.13             | Peter Lontzek       |
| David Clarke                 | James Tupper     | 4.01–4.23  | 1.01–2.16, 3.15, 3.22 | Viktor Neumann      |
| Margaux LeMarchal            | Karine Vanasse   | 4.01–4.23  | 3.01–3.22             | Marie Bierstedt     |
| Ben Hunter                   | Brian Hallisay   | 4.08–4.22  | 4.01–4.07             | Robin Kahnmeyer     |
| Louise Ellis                 | Elena Satine     | 4.12–4.23  | 4.01–4.11             | Kaya Marie Möller   |

### Nebendarsteller
| Rollenname                   | Schauspieler/in      | Nebenrolle                                   | Synchronsprecher/in       |
| ---------------------------- | -------------------- | -------------------------------------------- | ------------------------- |
| Lydia Davis                  | Amber Valletta       | 1.01–1.09, 1.20–1.22, 3.08–3.11              | Tanja Geke                |
| Amanda Clarke (10 Jahre)     | Emily Alyn Lind      | 1.01–2.17, 3.15                              | Zalina Sanchez            |
| Frank Stevens                | Max Martini          | 1.02–1.07, 1.20                              | Tobias Kluckert           |
| Adam Connor                  | Robbie Amell         | 1.02–1.03, 1.18–1.19                         | Julius Jellinek           |
| William "Bill" Harmon        | Matthew Glave        | 1.02, 1.20                                   | Erich Räuker              |
| Tyler Barrol                 | Ashton Holmes        | 1.03–1.11, 1.15–1.16                         | David Turba               |
| Amanda Clarke (Emily Thorne) | Margarita Levieva    | 1.07–1.15, 1.22–2.14                         | Maria Koschny             |
| Satoshi Takeda               | Hiroyuki Sanada      | 1.09–1.10, 1.15–1.16                         | Toru Takahashi            |
| Satoshi Takeda               | Cary-Hiroyuki Tagawa | 2.01, 2.03, 2.08, 2.19–2.21                  | Fumio Okura               |
| Barbara Snow                 | Merrin Dungey        | 1.11–1.13                                    | Almut Zydra               |
| Mason Treadwell              | Roger Bart           | 1.12, 1.17, 2.05–2.07, 2.17, 3.18, 4.20–4.21 | Uwe Büschken              |
| Edward Grayson               | William Devane       | 1.14–1.15                                    | Jürgen Kluckert           |
| Benjamin Brooks              | Courtney B. Vance    | 1.16–1.19                                    | Oliver Stritzel           |
| Gordon Murphy                | James Morrison       | 1.19–2.06                                    | Norbert Langer            |
| Amanda Clarke (5 Jahre)      | Alyvia Alyn Lind     | 2.01–2.07, 4.06                              |                           |
| Kara Wallace Clarke          | Jennifer Jason Leigh | 2.01–2.07                                    | Alexandra Ludwig          |
| Padma Lahari                 | Dilshad Vadsaria     | 2.02–2.22                                    | Josephine Schmidt         |
| Kenny Ryan                   | JR Bourne            | 2.03–2.12, 2.17                              | Oliver Siebeck            |
| Helen Crowley                | Wendy Crewson        | 2.04–2.13                                    | Arianne Borbach           |
| Nate Ryan                    | Michael Trucco       | 2.07–2.14                                    | Markus Pfeiffer           |
| Marco Romero                 | E.J. Bonilla         | 2.08–2.11                                    | Daniel Montoya            |
| Mr. Trask                    | Burn Gorman          | 2.14–2.18                                    | Daniel Fehlow             |
| Eli James                    | Collins Pennie       | 2.15-2.17                                    | Marcel Collé              |
| Regina George                | Seychelle Gabriel    | 2.18–2.21                                    | Esra Vural                |
| Patrick Osbourne             | Justin Hartley       | 3.01–3.15                                    | Michael Deffert           |
| Sara Munello                 | Annabelle Stephenson | 3.06–3.13                                    | Anja Stadlober            |
| Niko Takeda                  | Stephanie Jacobsen   | 3.11–3.14                                    | Manja Doering             |
| Stevie Grayson               | Gail O’Grady         | 3.13–3.18, 4.17–4.23                         | Karin Grüger              |
| Jimmy Brennan                | Brett Cullen         | 3.13–3.14                                    | Klaus-Dieter Klebsch      |
| Javier Salgado               | Henri Esteve         | 3.16–3.22                                    | Constantin von Jascheroff |
| Pascal LeMarchal             | Olivier Martinez     | 3.16–3.20,4.01                               | Patrice Luc Doumeyrou     |
| Gideon LeMarchal             | Daniel Zovatto       | 3.22–4.02                                    | Christian Zeiger          |
| Edward Alvarez               | Nestor Serrano       | 4.04–4.11                                    | Erich Räuker              |
| Penelope Ellis               | Carolyn Hennesy      | 4.07–4.08, 4.12–4.14                         | Ulrike Möckel             |
| Kate Taylor                  | Courtney Ford        | 4.08–4.11                                    | Julia Meynen              |
| Lyman Ellis                  | Sebastian Pigott     | 4.12–4.16                                    | Karlo Hackenberger        |
| Malcolm Black                | Tommy Flanagan       | 4.11–4.13                                    | Wolfgang Wagner           |
| James Allen                  | Ed Quinn             | 4.13–4.18                                    | Nicolas Böll              |
| Natalie Waters               | Gina Torres          | 4.14–4.16                                    | Peggy Sander              |
| White Gold                   | Courtney Love        | 4.18, 4.22–4.23                              | Christin Marquitan        |

## Ausstrahlung
Vereinigte Staaten
In den Vereinigten Staaten startete die Ausstrahlung auf dem Sender ABC am 21. September 2011. Die Pilotfolge erreichte eine Einschaltquote von insgesamt 10,02 Millionen Zuschauern. Das erste Staffelfinale wurde am 23. Mai 2012 gezeigt. Die Ausstrahlung der zweiten Staffel erfolgte im Zeitraum vom 30. September 2012 bis zum 12. Mai 2013. Das Staffelfinale bestand aus einer Doppelfolge. Vom 29. September 2013 bis zum 11. Mai 2014 wurde die dritte Staffel ausgestrahlt.
Im Mai 2014 wurde die Serie um eine vierte Staffel verlängert, die vom 28. September 2014 bis zum 10. Mai 2015 auf ABC ausgestrahlt wurde.
Schweiz
In der Schweiz sendete der Sender SRF zwei die erste Staffel der Serie zwischen dem 19. November 2012 und dem 22. April 2013. Die zweite Staffel sendete derselbe Sender ab dem 12. August 2013. Die dritte Staffel zeigt der Sender SRF zwei seit 29. September 2014.
Österreich
In Österreich wurde die erste Staffel der Serie ab dem 8. April 2013 bei ORF eins ausgestrahlt. Die zweite Staffel zeigte der Sender direkt im Anschluss seit dem 1. Juli 2013 als deutschsprachige Erstausstrahlung. Die dritte Staffel zeigt der Sender ORF eins seit 15. September 2014 als deutschsprachige Erstausstrahlung. Die vierte und somit letzte Staffel wird seit dem 8. November 2015 auf ORF eins ausgestrahlt.
Deutschland
Im Juli 2012 wurde bekannt, dass die RTL Group sich die Ausstrahlungsrechte gesichert hatte. Der Sender VOX strahlte die erste Staffel vom 19. Juni bis zum 28. August 2013 in Doppelfolgen aus. Im Durchschnitt verfolgten 0,84 Millionen Zuschauer (8,5 Prozent) der werberelevanten Zielgruppe und 1,52 Millionen Zuschauer (5,6 Prozent) des Gesamtpublikums die erste Staffel. Die zweite Staffel zeigte der Sender vom 23. Juli bis zum 1. Oktober 2014. Die TV-Ausstrahlung der 3. Staffel bei VOX begann am 15. Juli 2015; am 8. Juni 2016 startete die letzte Staffel. Alle Staffeln sind bei den Video-on-Demand-Anbietern Amazon Instant Video und Maxdome in deutschsprachiger Fassung verfügbar.

## Rezeption
Die Serie erlangt mit 66 von 100 Punkten der Website Metacritic eine überwiegend positive Bewertung.

„Die faszinierenden und überzeugenden Darstellerinnen Emily VanCamp und Madeleine Stowe bilden eine „nette Kombination aus süß/sexy und eiskalt“ im neuen Drama von ABC.“

## DVD-Veröffentlichung
Vereinigte Staaten
- Staffel 1 erschien am 21. August 2012
- Staffel 2 erschien am 20. August 2013
- Staffel 3 erschien am 26. August 2014
- Staffel 4 erschien am 25. August 2015

Großbritannien
- Staffel 1 erschien am 19. November 2012
- Staffel 2 erschien am 21. Oktober 2013
- Staffel 3 erschien am 20. Oktober 2014
- Staffel 4 erschien am 19. Oktober 2015

Deutschland
- Staffel 1 erschien am 10. Oktober 2013
- Staffel 2 erschien am 2. Oktober 2014
- Staffel 3 erschien am 8. Oktober 2015
- Staffel 4 erschien am 18. August 2016